# Săsciori
Săsciori (en hongrois : Szászcsór, en allemand : Scweis) est une commune du județ d'Alba, Roumanie qui compte 5 757 habitants.
La commune est composée de neuf villages : Căpâlna, Dumbrava, Laz, Loman, Pleși, Răchita, Săsciori, Sebeșel et Tonea.

## Démographie
D'après le recensement de 2011, la commune compte 5 757 habitants, en forte baisse par rapport au recensement de 2002 où elle en comptait 5 954.
Lors de ce recensement de 2011, 95,73 % de la population se déclare roumaine (3,58 % ne déclare pas d'appartenance ethnique).

## Politique
| Période                                  | Période  | Identité             | Étiquette | Qualité |
| ---------------------------------------- | -------- | -------------------- | --------- | ------- |
| Les données manquantes sont à compléter. |          |                      |           |         |
| 2004                                     | En cours | Nicolae Florin Morar | PNL       |         |

| Parti | Parti                        | Sièges |
| ----- | ---------------------------- | ------ |
|       | Parti national libéral (PNL) | 10     |
|       | Parti social-démocrate (PSD) | 4      |
|       | Candidat indépendant         | 1      |

## Galerie
|                             |
| Forteresse dace de Căpâlna. |

|                 |
| Ruisseau à Luz. |